# Сандзё

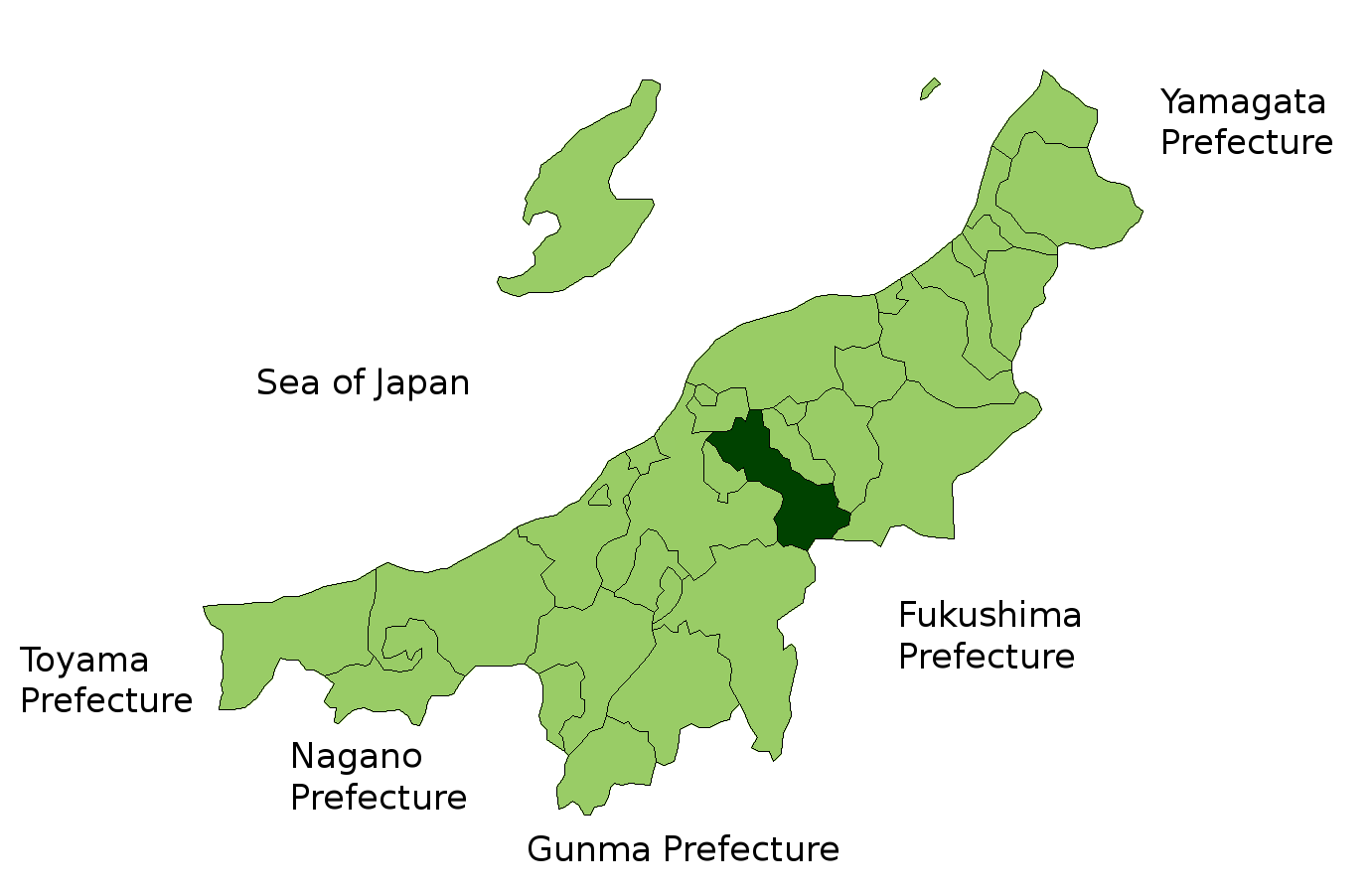
Сандзё на карте префектуры Ниигата

Сандзё (яп. 三条市 Сандзё-си) — город в центральной части префектуры Ниигата, Япония. Основан 1 января 1934 года путём назначения статуса города посёлку Сандзё уезда Минамикамбара. 1 мая 2005 года Сандзё поглотил посёлок Сакаэ и село Ситаба. Площадь города составляет 432,01 км², население — 99 387 человек (1 августа 2014), плотность населения — 230,06 чел./км². Сандзё — один из крупнейших промышленных центров префектуры.

## География
В западной части Сандзё с юга на север протекает река Синано. Город граничит с посёлком Ага, городами Камо, Госэн, Уонума, Мицуке, Нагаока и Цубамэ, районом Ниигаты Минами-ку, а также посёлком Тадами префектуры Фукусима.

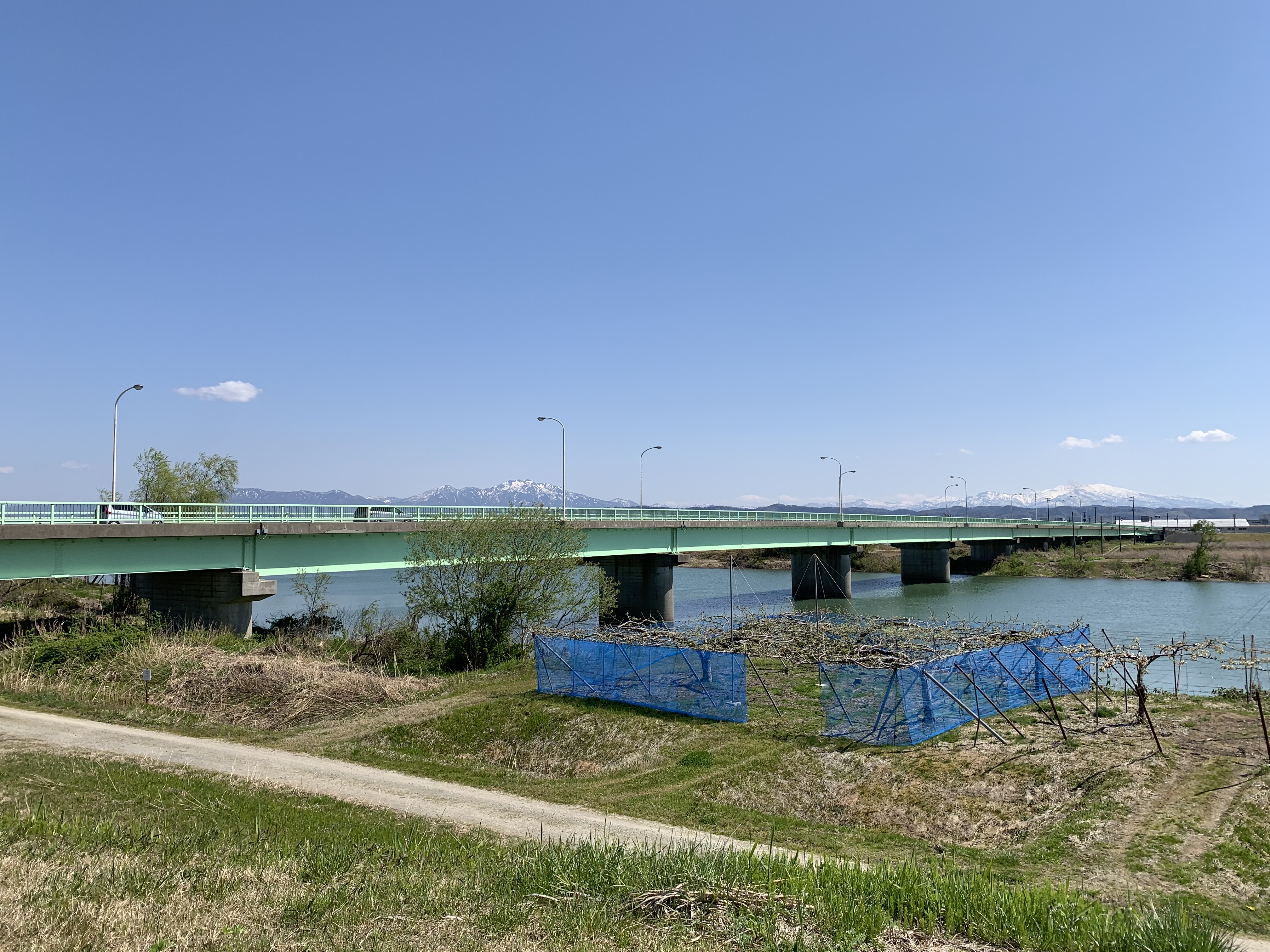
Мост через Синано

## Демография
На момент 1 октября 2020 года население Сандзё составляло 94642 человека.

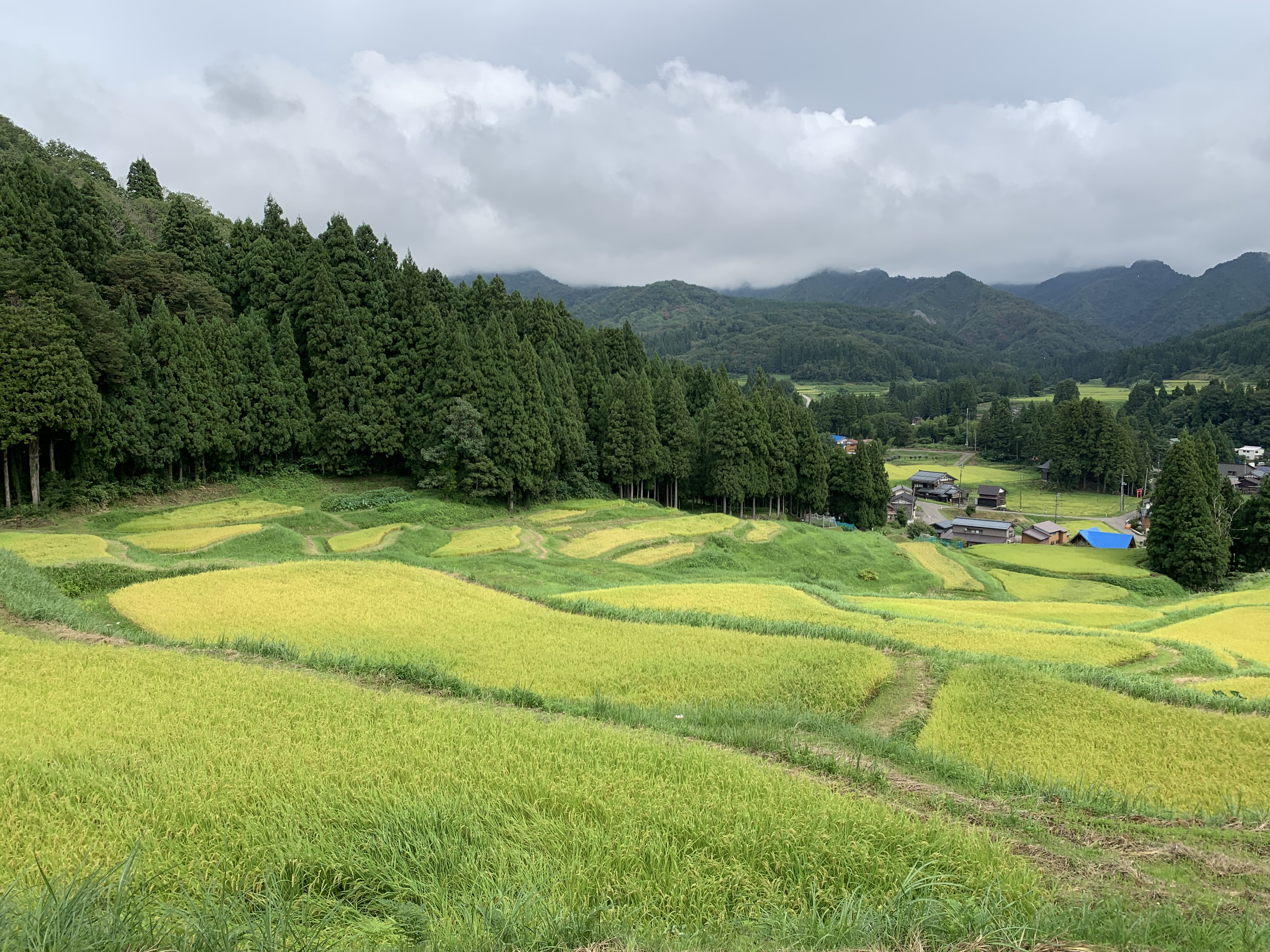
Рисовые террасы в Сандзё

Изменение численности населения с 1980 по 2005 годы:
| 1980 | 109 429 чел. |  |
| 1985 | 110 568 чел. |  |
| 1990 | 110 228 чел. |  |
| 1995 | 109 584 чел. |  |
| 2000 | 107 662 чел. |  |
| 2005 | 104 749 чел. |  |

## История
Территория современного Сандзё была частью исторической провинции Этиго. В период Эдо, с 1598 по 1651 год, местность входила в княжество Сандзё, управляемое сёгунатом Токугава. Затем её разделили между княжествами Мураками и Нагаока. В период Мэйдзи территория стала частью уезда Минамикамбара префектуры Ниигата. 1 апреля 1889 года был основан посёлок Сандзё. 1 января 1934 года он стал городом. 1 мая 2005 года посёлок Сакаэ и деревня Ситада были присоединены к Сандзё.

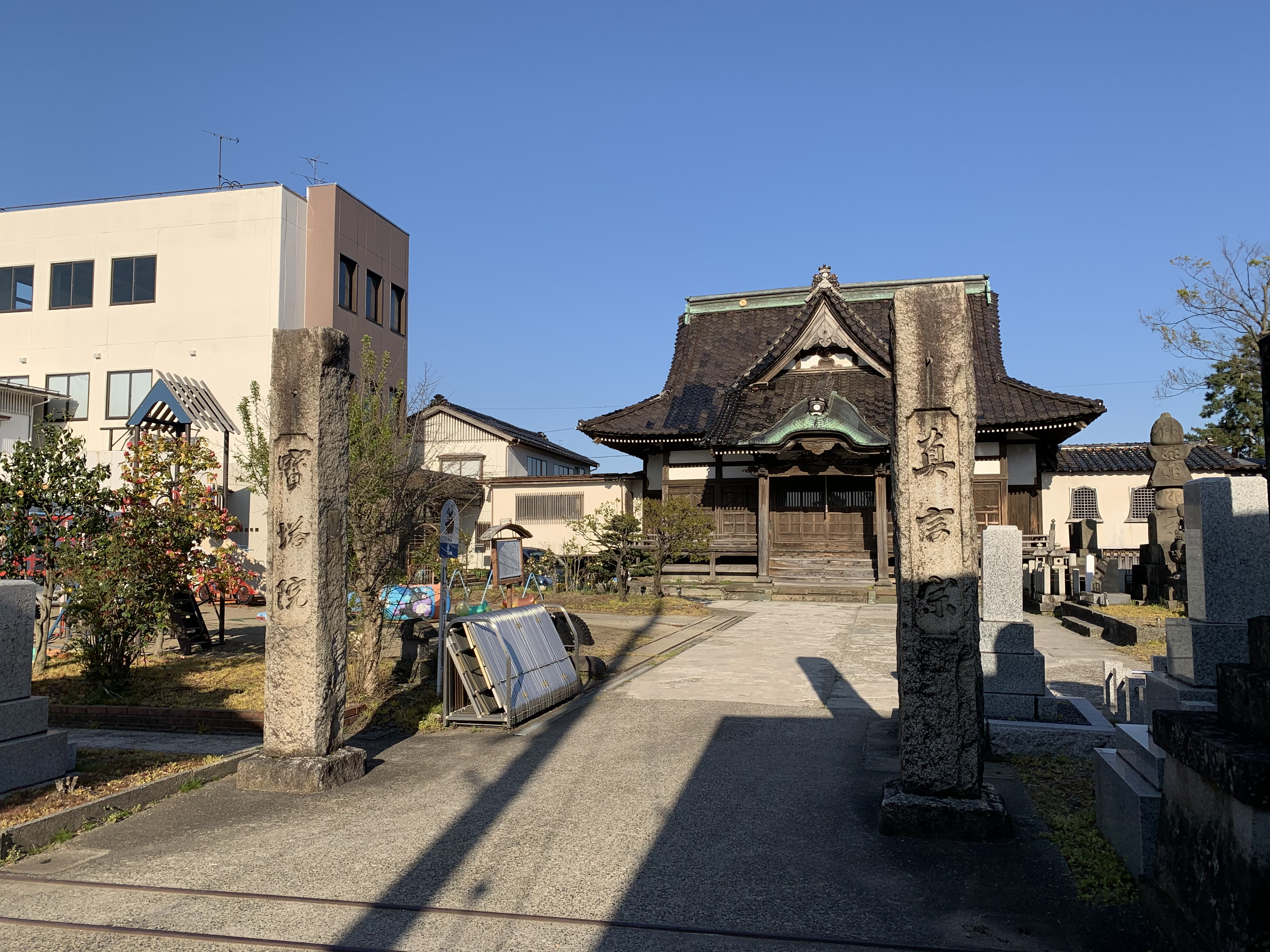
Святилище Хото-ин

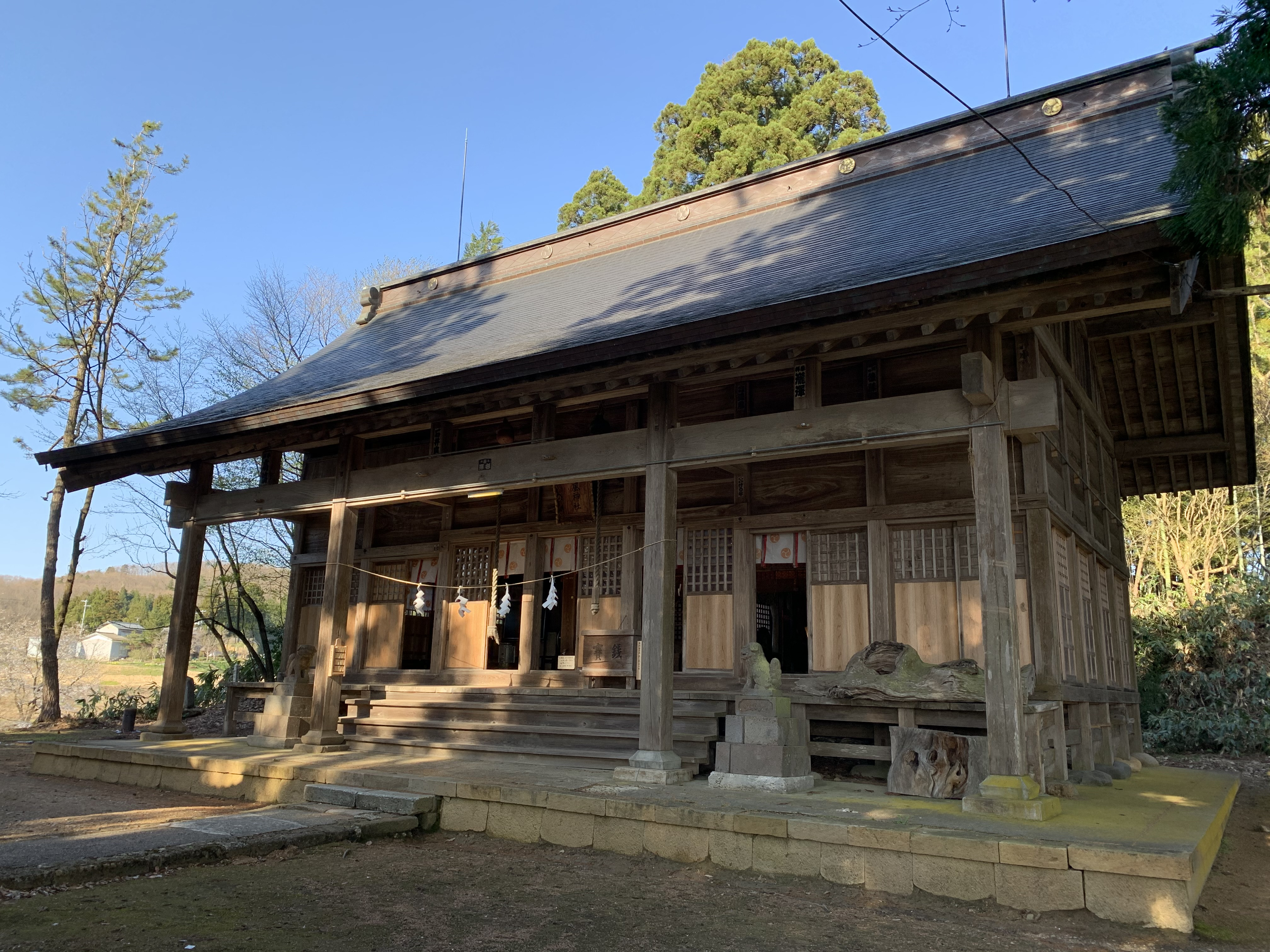
Святилище Икараси-дзиндзя

## Экономика
Сандзё известен своими традиционными изделиями из железа, в частности ножами и ножницами. В городе расположены штаб-квартиры производителя туристического снаряжения Snow Peak, производителя палочек Marunao и производителя средств для ногтей Suwada.

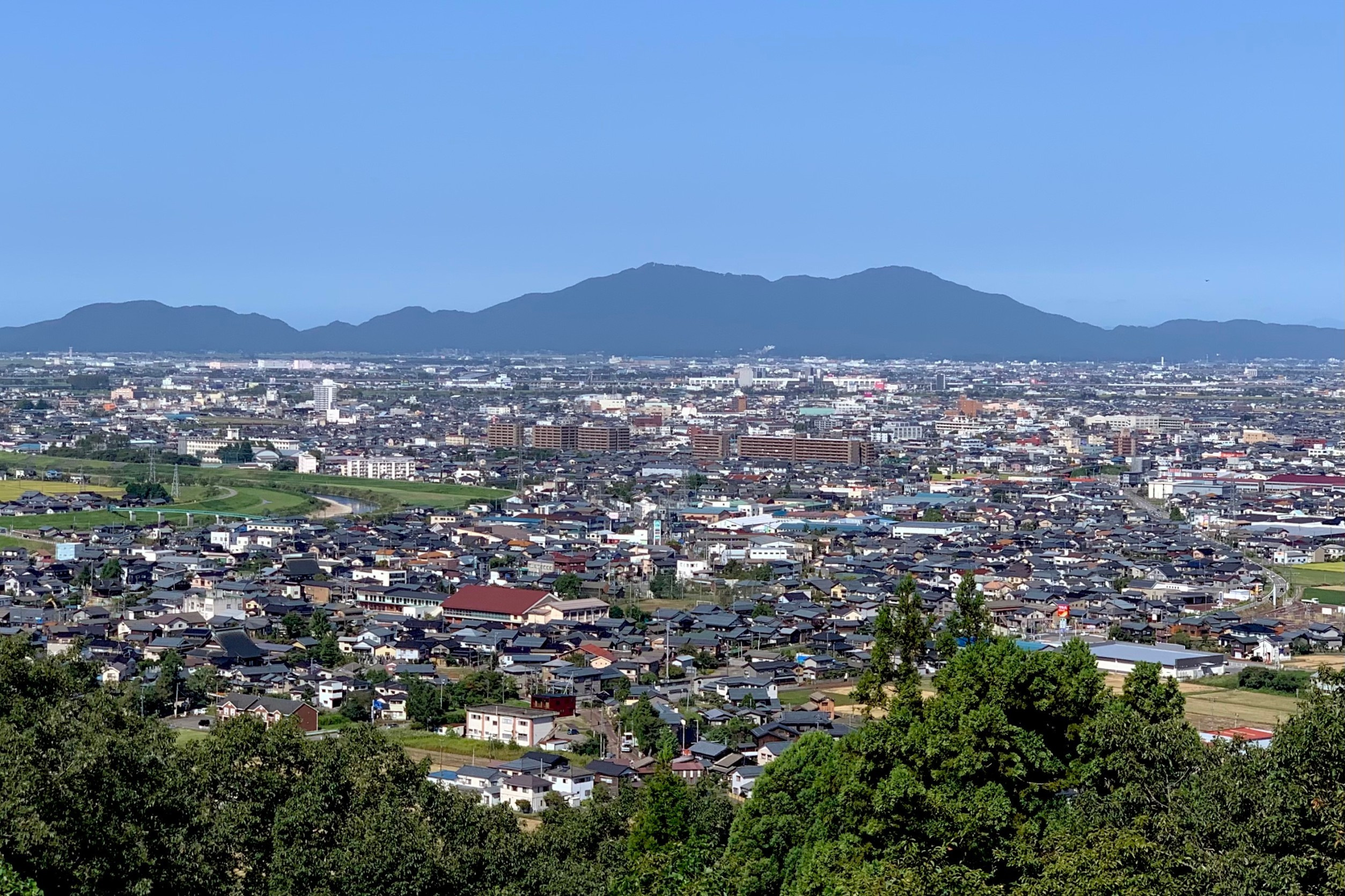
Вид на Сандзё

## Образование
В Сандзё есть 25 начальных, 9 средних и 4 старших школы. 

## Транспорт

### Железные дороги
- East Japan Railway Company - Дзёэцу-синкансэн, линия Синэцу, линия Яхико.

В посёлке работают железнодорожные станции Цубамэ-Сандзё, Обиори, Токодзи, Сандзё, Хигаси-Сандзё, Хонай и Кита-Сандзё. 

### Автодороги
Через Сандзё проходят национальные дороги 8, 289, 290 и 403, а также скоростная дорога Хокурику. 

## Города-побратимы
- Вон, Канада
- Эчжоу, Китай

## Известные личности
- Канэко, Тихиро — бейсболист.
- Какефу, Масаюки —бейсболист.
- Морохаси, Тэцудзи — лексикограф-синолог.
- Баба, Сёхэй — бейсболист и реслер.
- Мидзуно, Куми — актриса.